# قرار مجلس الأمن التابع للأمم المتحدة رقم 1674
قرار مجلس الأمن التابع للأمم المتحدة رقم 1674، الذي اتخذ بالإجماع في 28 أبريل 2006، بعد التأكيد على القرارات 1265 (1999) و1296 (2000) بشأن حماية المدنيين في الصراعات المسلحة والقرار 1631 (2005) بشأن التعاون بين الأمم المتحدة والمنظمات الإقليمية، شدد المجلس على اتباع نهج شامل لمنع نشوب الصراعات المسلحة وتكرارها.
تم اتخاذ القرار بعد ستة أشهر من النقاش بين أعضاء المجلس. كانت هذه هي المرة الأولى التي يعترف فيها مجلس الأمن بمجموعة من المعايير لتشكيل أساس للتدخل الإنساني في حالات النزاع المسلح.

## القرار

### أعمال
وسلط مجلس الأمن الضوء على أهمية منع نشوب النزاعات المسلحة من خلال نهج شامل يشمل النمو الاقتصادي، والقضاء على الفقر، والتنمية المستدامة، والمصالحة الوطنية، والحكم الرشيد، والديمقراطية، وسيادة القانون، واحترام حقوق الإنسان. وُصف الاستهداف المتعمد للمدنيين أثناء النزاع المسلح بأنه «انتهاك صارخ» للقانون الإنساني الدولي. بالإضافة إلى ذلك، تم التأكيد مجددًا على أحكام الوثيقة الختامية لمؤتمر القمة العالمي لعام 2005 بشأن المسؤولية عن حماية السكان من الإبادة الجماعية وجرائم الحرب والتطهير العرقي والجرائم ضد الإنسانية. كما أدان المجلس التعذيب والعنف الجنسي والعنف ضد الأطفال وتجنيد الأطفال والاتجار بالبشر والتشريد القسري والحرمان من المساعدة الإنسانية.
واستمر القرار بمطالبة جميع أطراف النزاع المسلح بالالتزام باتفاقيتا لاهاي لعامي 1899 و1907 واتفاقيات جنيف، بما في ذلك البروتوكولين الأول والثاني. وأكد من جديد أن الإفلات من العقاب يجب أن ينتهي وأن تمتثل جميع الدول لالتزاماتها في هذا الصدد، بما في ذلك - إذا لم تكن قد فعلت ذلك بالفعل - التصديق على الصكوك الدولية المتعلقة بالقانون الإنساني وقانون حقوق الإنسان وقانون اللاجئين. علاوة على ذلك، يتعين على جميع البلدان الامتثال لمطالب مجلس الأمن.
ودعا مجلس الأمن إلى إيلاء اهتمام خاص لحماية المدنيين أثناء عمليات السلام في حالات ما بعد النزاع، بما في ذلك إنهاء الهجمات على المدنيين، وتقديم المساعدة الإنسانية، وتهيئة الظروف لعودة اللاجئين والمشردين داخليا، تسهيل الوصول إلى التعليم والتدريب وإعادة إرساء سيادة القانون وإنهاء الإفلات من العقاب. ومن المهم أيضا الحفاظ على الطابع المدني لمخيمات اللاجئين وأن بعثات الأمم المتحدة لحفظ السلام لديها ولاية واضحة لحماية المدنيين، فضلا عن إدراج برامج نزع السلاح والتسريح وإعادة الإدماج للمقاتلين السابقين.
وفي الفقرات الأخيرة من القرار، أدان أعضاء المجلس جميع أعمال الاستغلال الجنسي التي يرتكبها أفراد الشرطة والعسكريون والمدنيون العاملون في الأمم المتحدة، والهجمات على العاملين في المجال الإنساني. وفي غضون ذلك، أقر بالدور المهم للمنظمات الإقليمية والحكومية الدولية في حماية المدنيين. وستُتخذ «الخطوات المناسبة» إذا تم لفت انتباه المجلس إلى الاستهداف المتعمد للمدنيين والأشخاص المحميين.
وأخيراً، طُلب من الأمين العام كوفي أنان تقديم تقرير عن حماية المدنيين في النزاعات المسلحة في غضون 18 شهرًا.

## التبني
عارضت الجزائر والصين وروسيا في البداية فكرة المسؤولية الجماعية، ولكن انتهت فترة ولاية الجزائر كعضو غير دائم في مجلس الأمن لمدة عامين في 31 ديسمبر 2005 وتغلب الدبلوماسيون في وقت لاحق على اعتراضات الصين وروسيا.

## روابط خارجية
- نص القرار في undocs.org